# Hapoel Migdal ha-Emek
Hapoel Migdal ha-Emek (hebr. הפועל מגדל העמק) – izraelski klub koszykarski z siedzibą w Migdal ha-Emek. Obecnie gra w drugiej izraelskiej lidze Liga Leumit.

## Historia
Koszykarski klub Hapoel Migdal ha-Emek został założony w 2000 roku. Klub posiada w mieście Migdal ha-Emek własną salę sportową, która może pomieścić 900 widzów.